# Elaine Youngs

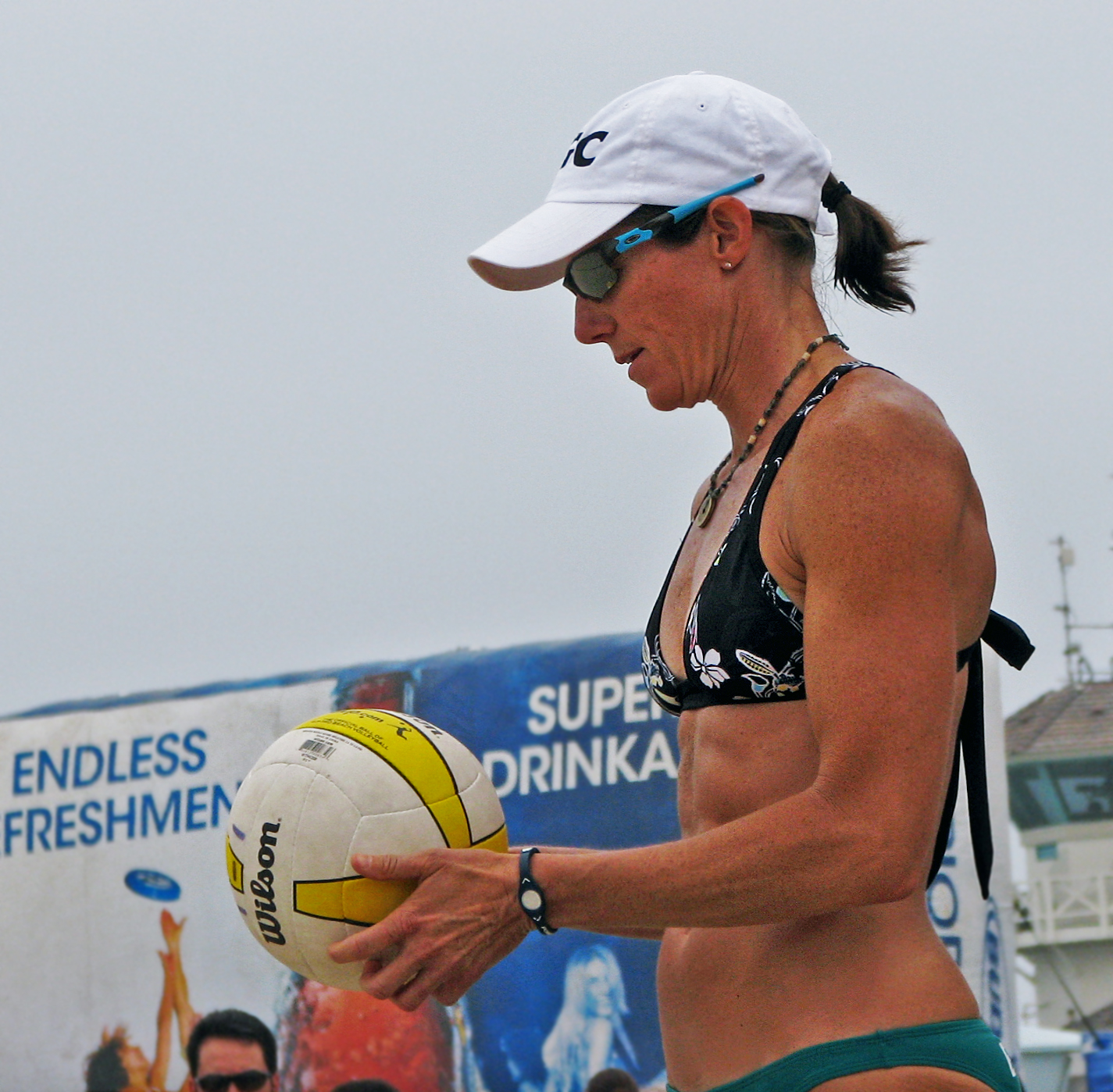
Elaine Youngs

Elaine Youngs, född 14 februari 1970 i Orange i Kalifornien, är en amerikansk beachvolleybollspelare.
Youngs blev olympisk bronsmedaljör i beachvolleyboll vid sommarspelen 2004 i Aten.